# Otto Larsen
Otto Larsen var en dansk idrottsman (långdistanslöpare). Han tävlade för Arbeidernes IK i Köpenhamn.
Larsen vann SM-guld på 10 000 m år 1903.